# Falsomelanauster
Falsomelanauster is een kevergeslacht uit de familie van de boktorren (Cerambycidae). De wetenschappelijke naam van het geslacht werd voor het eerst geldig gepubliceerd in 1940 door Breuning.

## Soorten
Falsomelanauster omvat de volgende soorten:
- Falsomelanauster strandiellus Breuning, 1940
- Falsomelanauster sulphureus Breuning & Heyrovsky, 1961